# ホンダカーズ静岡
株式会社ホンダカーズ静岡（英: Honda Cars SHIZUOKA ）は、静岡市葵区に本社を置き、静岡県の東部地区・中部地区にHonda Cars店を展開するホンダ系自動車ディーラー。

## 沿革
- 1978年（昭和53年）11月 - 株式会社ホンダベルノ静岡 設立[4]
- 2007年（平成19年）5月 - 株式会社ホンダカーズ静岡 設立[5][1]
- 2009年（平成21年）10月 - 沼津市内に「Honda Cars 静岡 沼津店」を新設[1]。
- 2012年（平成24年）3月 - 田方郡函南町に「Honda Cars 静岡 函南店」を新設オープン [6]
3月 - 「Honda Cars 静岡 竜南店」を拡張リニューアルオープン[6]
 11月 - 「Honda Cars 静岡 沼津西店」を移転新設オープン[6]
- 2014年（平成26年）11月 - 沼津市内に「Honda Cars 静岡 沼津インター店」を新設[1]。
- 2015年（平成27年）3月 - 沼津市内に「ホンダオートテラス沼津インター」を新設[1]。
- 2015年（平成27年）10月 - 「Honda Cars 静岡 葵柚木店」を移転「Honda Cars 静岡 東静岡店」として新設オープン[6]
10月 - 本社所在地を静岡県静岡市清水区半左衛門新田20番地（清水吉川店）から静岡県静岡市葵区長沼596番地の3（東静岡店）に移転[5]。
11月 - 「Honda Cars 静岡 柿田川店」をリニューアルオープン[6]
- 2016年（平成28年）3月 - 御殿場市に「中古車商品化センター」を新設[6]
8月 - 富士市に「Honda Cars 静岡 天間北店」営業権譲受オープン[6]
- 2017年（平成29年）10月 - 東静岡地区の住居表示実施に伴い、本社所在地の住所が静岡県静岡市葵区東静岡一丁目1番14号となる（場所は同じ）[5]。

## 店舗
静岡県中部・東部に23店舗を展開している。
Honda Cars（新車販売を行う拠点）
清閑町店（静岡市葵区清閑町13-17）
本社・東静岡店（静岡市葵区東静岡一丁目1番14号 ）
聖一色店（静岡県静岡市駿河区聖一色151-4）
竜南店（静岡市葵区竜南1-18-13）
清水吉川店（静岡市清水区七ツ新屋555-3）
清水渋川店（静岡市清水区渋川477-1）
富士永田店（富士市永田町2-78）
富士宮ひばりが丘店（富士宮市ひばりが丘833）
天間北店（富士市天間1362-1）
沼津店（沼津市東間門1-1）
沼津西店（沼津市中沢田301-1）
沼津インター店（沼津市岡一色470-12)
柿田川店（駿東郡清水町玉川118）
函南店（田方郡函南町間宮352-1）
三島萩店（三島市萩120-1）
裾野伊豆島田店（裾野市伊豆島田707-5）
御殿場店（御殿場市茱萸沢1186）
伊豆大仁店（伊豆の国市吉田377-1）
U-Select （中古車販売を行う拠点）
U-Select静岡（静岡市清水区半左衛門新田20）
U-Select沼津東（沼津市日の出町1-5）
U-Select御殿場 (御殿場市茱萸沢1242)
Honda Gloss 静岡（納車・整備センター）
御殿場センター（御殿場市保土沢字芹沢1157-12）
中古車商品化センター（御殿場市駒門1-31)